# Souroubea exauriculata
Souroubea exauriculata är en tvåhjärtbladig växtart som beskrevs av Delp. Souroubea exauriculata ingår i släktet Souroubea och familjen Marcgraviaceae. Inga underarter finns listade i Catalogue of Life.